# Kmp Drien
Kmp Drien is een bestuurslaag in het regentschap Aceh Selatan van de provincie Atjeh, Indonesië. Kmp Drien telt 413 inwoners (volkstelling 2010).